# Lorenzo De Silvestri
Lorenzo De Silvestri, född 23 maj 1988 i Rom, är en italiensk fotbollsspelare.
De Silvestri spelar för Bologna. De Silvestri har representerat det italienska landslaget sedan 2010.

## Karriär
I augusti 2016 värvades De Silvestri av Torino från Sampdoria. Den 17 september 2020 värvades han av Bologna.